# Chronica Gallica z roku 511
Chronica Gallica z roku 511 také Galská kronika z roku 511 je kronika pozdního starověku zachovaná dnes v jediném rukopisu ze 13. století, uloženém v Madridu. Ve všech svých rysech se podobá pozdně antické galské kronice Chronica Gallica z roku 452, jejíž je patrně pokračováním.
Stejně jako kronika z roku 452 byla napsána v jižní Galii, možná v Arles nebo Marseille. Zdrojem pro jejího autora byly  kroniky Sulpicia Severa, Hydatia, Paula Orosia a císařské konzulární záznamy. Kronika je považována za extrémně složitý dokument, obsahující ztělesnění či pravděpodobně ztělesnění, které bylo dále zhuštěno podle Severusovy kroniky podrobně popisující historii světa. Kronika je také popisována jako jedna z nejstarších dochovaných děl, které je zdrojováno dílem biskupa Hydatia a je dokonalou revizí a pokračováním Eusebiovy kroniky přeložené Jeronýmem.
Kronika zahrnuje období let 379 až 509/511, od čehož je odvozen její název. Záznamy a pasáže jsou krátké a pouze přibližně datovatelné, s předpokládaným chronologickým řazením událostí. Mezi událostmi, pro které neexistuje žádný jiný dochovaný zdroj, je porážka a smrt Anthemiola, syna západořímského císaře Anthemia kolem roku 471. Některé záznamy kroniky, včetně dat císařovy vlády a chronologie událostí jsou nepřesné.